# Max Fabian

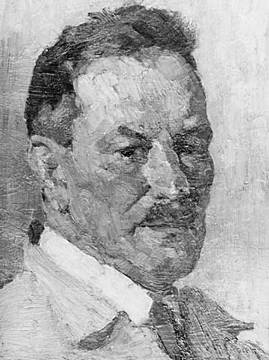
Max Fabian: Selbstbildnis, um 1920

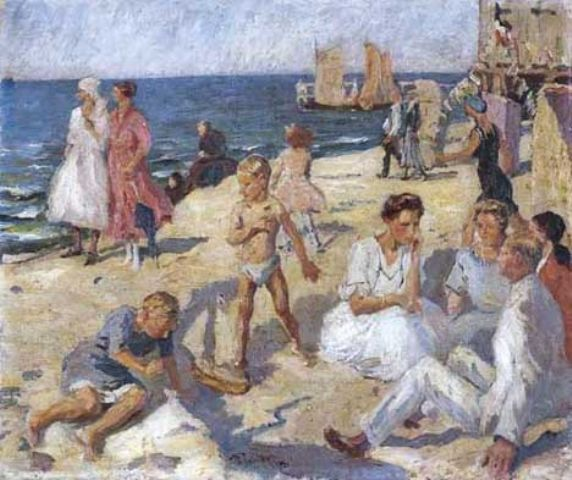
Max Fabian: Badestrand an der Ostsee, 1921

Max Fabian (geboren 3. März 1873 in Berlin; gestorben 26. März 1926 ebenda) war ein deutsch-jüdischer Maler und Grafiker.

## Leben
Nach einer abgebrochenen Kaufmannslehre studierte er, auf Anregung des Historienmalers Anton von Werner, 1891 bis 1900 an der Berliner Kunstakademie bei Franz Skarbina, Paul Meyerheim und Joseph Scheurenberg. Während seines Studiums erhielt er mehrere Stipendien und Auszeichnungen. Von 1900 bis 1904/05 war er Meisterschüler bei Arthur von Kampf. Ab 1898 stellte Max Fabian regelmäßig auf den Großen Kunst-Ausstellungen in Berlin, München, Dresden und Düsseldorf aus. Ab 1903 leitete er in Berlin eine eigene Malschule. 1914 kam er als freiwilliger Kriegsmaler nach Polen und Russland, wo ihm der Kontakt mit dem Ostjudentum ein neues Stoffgebiet erschloss. In dieser Zeit entstand die Zeichnung Judenviertel, Lodz. Ab 1915 ging er als Soldat an die französische Front. Seine Kriegserlebnisse dokumentierte er in zahlreichen Zeichnungen.
1918 kehrte er verwundet aus dem Krieg nach Berlin zurück, wo er 1919 bis 1922 als Lehrer an der Zeichen- und Malschule des Vereins der Berliner Künstlerinnen unterrichtete. Stilistisch ist er den Vertretern des deutschen Impressionismus zuzuordnen. Trotz einer gewissen Affinität zu modernen Strömungen blieb Fabian auf Distanz diesen und ihren Vereinigungen und war Mitglied in eher konservativen Verbänden (ab 1903 Verband Berliner Künstler, ab 1904 Märkischer Künstlerbund, 1912–1920 Deutscher Künstlerbund).
„Ein heute fast vergessener Maler des Berliner Impressionismus, im Zusammenhang zu sehen mit Künstlern wie Max Liebermann, vergleichbar in seiner Modernität und ohne weiteres als Mitglied der Berliner Secession denkbar, obwohl Fabian ihr nie beitrat. Ein ganz ohne Zweifel zu Unrecht vergessener Künstler, der aufgrund seiner jüdischen Herkunft während der NS-Herrschaft in der Erinnerung gründlich ausgelöscht wurde.“
Fabians Witwe war 1939 als Jüdin gezwungen, aus Deutschland zu emigrieren. Den künstlerischen Nachlass ihres Mannes nahm sie mit nach London, wo er zu größten Teilen 1940/41 durch deutsche Bombenangriffe zerstört wurde. Aus diesem Grund sind nur wenige Arbeiten des Künstlers Max Fabian erhalten.
Die Stiftung Stadtmuseum Berlin widmete im Jahr 2000 dem Maler Max Fabian und seinem ebenfalls als Künstler tätigen Sohn, dem in Australien lebenden Bildhauer Erwin Fabian, im Ephraim-Palais eine Ausstellung.